# قنبرعلی تابش
قنبر علی تابش(زادهٔ ۱۰ قوس/آذر ۱۳۴۹، جاغوری، غزنی، افغانستان) شاعر اهل افغانستان و برنده جایزه ملی افغانستان (شاعر پیشتاز و ممتاز زبان فارسی دری) است.

## تولد و تحصیلات
قنبر علی تابش زاده ۱۰ قوس/آذر ۱۳۴۹ از روستای سنگ‌شانده از توابع ولسوالی جاغوری ولایت غزنی است. دورهٔ ابتدایی را در زادگاهش به تحصیل مشغول بود و در سال ۱۳۶۲ (خورشیدی) برای تحصیلات حوزوی وارد مدرسه علمیه باقریه انگوری جاغوری شد و در کنارش نیز تحصیلات رسمی را نیز پی گرفت.
سپس در سال ۱۳۶۵ به ایران مهاجرت کرده و در حوزه علمیه قم مشغول به ادامه تحصیل شد. او در کنار دروس حوزوی دارای لیسانس زبان و ادبیات فارسی از دانشگاه پیام نور و لیسانس علوم سیاسی از جامعه المصطفی قم و کارشناسی ارشد علوم سیاسی از  دانشگاه باقرالعلوم است. او در زمان تحصیل در مقطع دکترای رشته علوم سیاسی در دانشگاه علامه طباطبایی به دلیل آنچه از سوی سازمان امور دانشجویان وزارت علوم عدم طی شدن روال قانونی و عدم نشان دادن حسن نیت تابش خوانده شد از این دانشگاه اخراج شد. در پی این اخراج در کمیسیون آموزش عالی از وزیر وقت علوم پرسش شده و جمعی از اهل قلم کابل طی نامه‌ای از حسن روحانی خواستار اجازه بازگشت و تحصیل قنبرعلی تابش شدند.
او از حمله تروریستی ۲۵ تیر۱۳۹۳ در کابل نجات یافته‌است
تابش اکنون در آکادمی علوم دولتی تاجیکستان در شهر دوشنبه  در حال نوشتن رساله دکترای خویش می‌باشد . 

## فعالیت‌های ادبی و اشعار
قنبرعلی تابش فعالیت ادبی خود را در افغانستان در انجمن ادبی فرهنگی «کمال» آغاز کرد و در همان زمان برخی از اشعار در نشریات مهاجرین افغانی در خارج از افغانستان به نشر رسید او پس از حضور در ایران مدت ۸ سال سر دبیری ماهنامه «فجر امید» ارگان حرکت اسلامی افغانستان بود و سپس به عنوان و اینک مدیر اجرایی و سر دبیر ویژه نامه‌های تخصصی فصلنامه «خط سوم»، عضوهیئت تحریریهٔ فصلنامه گفتمان نو، دبیر بخش فرهنگ فصلنامه ادبیات معاصر فعالیت مطبوعاتی خود را دنبال کرد. از تابش کتاب‌های چندی به نشر رسیده‌است.
از تابش در مراسم‌های گوناگونی تقدیر به عمل آمده‌است تابش همچنین به همراه محمدعلی سپانلو، مصطفی محدثی خراسانی و علی‌محمد مؤدب از ایران و قنبرعلی تابش و حفیظ الله شریعتی از افغانستان داوران بخش شعر دوره پنجم جشنوارهٔ ادبی «قند پارسی» (۱۳۸۸) بود

## نمونه شعر
از کتاب آدمی پرنده نیست:
آدمی پرنده نیست
تا به هر کران که پرکشد، برای او وطن شود
سرنوشت برگ دارد آدمی
برگ، وقتی از بلند شاخه‌اش جدا شود،
پایمال عابران کوچه‌ها شود

## جوایزی ادبی
1. جایزه اول کنگره شعر حوزه در سال(۱۳۷۴) در شهر یزد ایران.
2. دریافت لوح تقدیر به عنوان شاعر برتر مهاجرین افغانسان از کمیساریای عالی پناهندگان سازمان ملل متحد در سال ۱۳۸۶ در تهران.
3. دریافت دیپلم افتخاری و مقام سوم جشنواره فرهنگی طوبی در بهار ۱۳۸۷ در شهر قم ایران.
4. شاعر برگزیده جشنواره بین‌المللی شعر شعر تقریب در سال ۱۳۹۰ در استان بوشهر ایران.
5. شاعر برگزیده نخستین کنگره ملی شعر غدیر در سال ۱۳۹۱ در استان بوشهر ایران.
6. دریافت نشان سپاس و قدر دانی به عنوان خادم فرهنگ عاشورا در سال ۱۳۹۰ از اولین کنگره شعر عاشورایی در شهر زاهدان ایران.
7. دریافت لوح تقدیر خدمت به فرهنگ و هویت کشور از سویی مهاجرین و فرهنگیان مقیم لندن در سال ۱۳۸۷.
8. برنده جایزه شعر یازدهمین جشنواره بین‌المللی شعر فجر با کتاب راه ابریشم آزادی[۱۸][۱۹][۲۰][۲۱]

## تالیفات
1. دورتر از چشم اقیانوس(۱۳۷۶)[۴]
2. مشرق گلهای فروزان (۱۳۷۸)[۴]
3. چشم‌انداز شعر امروز افغانستان (۱۳۸۳)[۴]
4. «آدمی پرنده نیست» (۱۳۸۵)[۴]
5. «یک شعله نوبهاران» (۱۳۸۸)[۴]
6. «دل خونین انار» (۱۳۹۰)[۵][۲۲][۲۳][۴]
7. راه ابریشم آزادی (۱۳۹۳)
8. بحران سیاسی افغانستان در شعر معاصر دری (۱۳۹۳)
9. بازی با متن 1397, کابل: دانشگاه
10. از سرخی خوشه های انگور, 1397 کابل: دانشگاه.